# Hurricane Mountain Fire Observation Station
L'Hurricane Mountain Fire Observation Station est une tour de guet du comté d'Essex, dans l'État de New York, dans le nord-est des États-Unis. Située à 1 126 mètres d'altitude dans les Adirondacks, elle est protégée dans le parc Adirondack. Érigée en 1919, elle est inscrite au Registre national des lieux historiques depuis le 29 janvier 2007.